# Brzeźno Mazurskie (stacja kolejowa)
Brzeźno Mazurskie – zlikwidowana stacja kolejowa w Brzeźnie Mazurskim, w gminie Dąbrówno w powiecie ostródzkim, w województwie warmińsko-mazurskim. Została otwarta w 1910 roku i zlikwidowana w 1945 roku przez żołnierzy Armii Czerwonej.